# Micafungine
La micafungine est un médicament antifongique de la classe des échinocandines, utilisé majoritairement dans le traitement des infections à Candida spp.